# Inga Tidblad
Inga Sofia Westergren (f. Tidblad, 29. maj 1901 i Stockholm – 12. september 1975 i Stockholm) var en svensk skuespillerinde. Tidblad spillede med i 29 svenske film mellem 1922 og 1974.

## Udvalgt filmografi
- 1973 – Pistolen
- 1961 – Pärlemor
- 1955 – Enhörningen
- 1954 – Gabrielle
- 1951 – Frånskild
- 1944 – Kungajakt
- 1944 – Den osynliga muren
- 1943 – Det brinner en eld
- 1941 – Lågor i dunklet
- 1936 – Janssons frestelse
- 1936 – Intermezzo
- 1934 – Sången om den eldröda blomman
- 1933 – Hälsingar
- 1930 – För hennes skull
- 1923 – Mälarpirater
- 1922 – Norrtullsligan